# Scardamia metallaria
Scardamia metallaria är en fjärilsart som beskrevs av Achille Guenée 1858. Scardamia metallaria ingår i släktet Scardamia och familjen mätare. Inga underarter finns listade.